# Птичкин, Евгений Николаевич
Евге́ний Никола́евич Пти́чкин (1 июня 1930, Москва, РСФСР — 28 ноября 1993, Москва, Россия) — советский композитор, автор более чем ста песен, написанных в основном для кино. Заслуженный деятель искусств РСФСР (1978), Народный артист РСФСР (1988).

## Биография
Евгений Птичкин родился в Москве. В 1957 году окончил Музыкально-педагогический институт имени Гнесиных по классу композиции. Учился вместе с Николаем Каретниковым и Александрой Пахмутовой.
Некоторое время работал звукорежиссёром Дома радиовещания и звукозаписи, затем стал профессиональным композитором. С начала 1960-х писал музыку для кинофильмов. Широчайшую популярность принесла ему песня «Ромашки спрятались» из кинофильма «Моя улица» (1970). Песни Евгения Птичкина звучали более чем в 70 кинофильмах и мультфильмах; их пели Анна Герман, Иосиф Кобзон, Эдуард Хиль, Майя Кристалинская, Людмила Зыкина, Валентина Толкунова, Людмила Гурченко и другие исполнители.
В начале 1970-х годов участвовал в составе жюри популярного телевизионного конкурса «Алло, мы ищем таланты!». В 1980-е возглавлял Музыкальный фонд СССР при Союзе композиторов СССР.
Композитор скончался 28 ноября 1993 года.
Похоронен на Кунцевском кладбище в Москве.
Первая жена — Татьяна Николаевна Ильина (1929—1987)
- Сын — Птичкин Николай Евгеньевич (1956)
- Внук — Птичкин Евгений Николаевич (1981—2005); внучка — Птичкина Мария Николаевна (1989)

Вторая жена — Раиса Петровна Птичкина (1 января 1939 — 22 января 2014).

## Творчество

### Композиторские работы в фильмах
1. 1962 — Конец света
2. 1963 — Короткие истории
3. 1967 — Зареченские женихи
4. 1968 — Семь стариков и одна девушка
5. 1968 — Служили два товарища
6. 1970 — Город первой любви
7. 1970 — Моя улица
8. 1970 — Сохранившие огонь
9. 1972 — Вот моя деревня
10. 1972 — Льды уходят в океан (телеспектакль)
11. 1972 — Пётр Рябинкин
12. 1973—1974 — Высокое звание
13. 1974 — Любовь земная
14. 1974 — Происшествие
15. 1976 — Гранитные острова
16. 1976 — Два капитана
17. 1977 — А у нас была тишина…
18. 1977 — Судьба
19. 1979 — Опасные друзья
20. 1979 — Особо важное задание
21. 1980 — Жизнь моя — армия
22. 1980 — Иначе нельзя
23. 1981 — Бешеные деньги
24. 1981 — Ожидание полковника Шалыгина
25. 1981 — Оленья охота
26. 1981 — Тайна записной книжки
27. 1982 — Остров сокровищ
28. 1983 — Весна надежды
29. 1983 — Ворота в небо
30. 1983 — Непобедимый
31. 1983 — Спокойствие отменяется
32. 1984 — В двух шагах от «Рая»
33. 1984 — Победа
34. 1984 — Последний шаг
35. 1985 — Господин гимназист
36. 1985 — Утро обречённого прииска
37. 1986 — Время сыновей
38. 1987 — Цирк приехал
39. 1988 — Утомлённое солнце…
40. 1989 — Чаша терпения
41. 1990 — Берег спасения
42. 1990 — Далеко-далече
43. 1991 — Призраки зелёной комнаты
44. 1995 — Любить по-русски

### Музыка к мультфильмам
- 1971 «Алло! Вас слышу!»
- 1972 «Коля, Оля и Архимед»
- 1973 «Шапка-невидимка»
- 1974 «Заяц Коська и родничок»
- 1975 «Ох и Ах»
- 1976 «Сказка про лень»
- 1977 «Ох и Ах идут в поход»
- 1977 «Пятачок»
- 1978 «Талант и поклонники»
- 1978—1980 «Наш друг Пишичитай» (выпуски 1—3)
- 1981 «Так сойдёт!»
- 1981 «Алиса в стране чудес»
- 1982 «Верное средство»
- 1982 «Мой друг зонтик»
- 1986 «Трое на острове»

### Наиболее известные песни
- «Верит людям земля» («Победа», стихи Р. Рождественского)
- «Где вы, где вы, девушки несмелые» (стихи В. Кузнецова)
- «Голос центральной Америки» (стихи Л. Ошанина)
- «Даль великая» (стихи Р. Рождественского)
- "Звёздные командировки" (стихи М. Пляцковского)
- «Не дразните собак» (стихи М. Пляцковского)
- «Ромашки спрятались» (стихи И. Шаферана)
- «Сладка ягода» («Любовь земная», стихи Р. Рождественского)
- «У беды глаза зелёные» («Сон-трава», стихи Т. Коршиловой)
- «Эхо любви» (стихи Р. Рождественского)
- «Идёт ребенок по земле» (стихи И. Тарбы, Е. Николаевской)
- «Травы луговые» (стихи Т. Ульяновой)

### Оперы и оперетты
- «Бабий бунт» (1975). Пьеса К. Васильева и М. Пляцковского.
- «Сладка ягода» (1977).
- «Свадьба с генералом» (1980), по комедии А. П. Чехова «Свадьба».
- «Дилижанс из Руана» (1985).
- «Я пришёл дать вам волю» (1988).
- «Ищите женщину» (1988).